# Davor Ivo Stier
Davor Ivo Stier (Buenos Aires, 6. siječnja 1972.) hrvatski je političar i diplomat, zastupnik u Europskom parlamentu od 2013. do 2014. godine. Stier je između 2011. i 2013. godine bio zastupnik u Hrvatskom Saboru gdje je istodobno vršio dužnost potpredsjednika Odbora za vanjsku politiku. Član je HDZ-a.

## Životopis

### Mladost i obrazovanje
Stier je rođen u Buenos Airesu u Argentini. Živio je u četvrti Flores koju uglavnom nastanjuje srednji stalež. Zanimljivo je da je i papa Franjo iz iste četvrti. Stierova obitelj je podrijetlom iz Samobora. Potomak je političkih emigranata koji su došli u Argentinu nakon Drugog svjetskog rata. Njegov djed, Ivan Stier, bio je pukovnik u Ustaškoj vojnici i pomoćnik Vjekoslava Luburića, a djed s majčine strane, Milorad Lukač, bio je jedan od vodećih emigrantskih političara Hrvatske seljačke stranke. Stierov otac bio je liječnik, a majka Marija Lukač bila je sveučilišna profesorica.
U Hrvatsku Stier je prvi put došao 1990. godine u sklopu programa Hrvatske matice iseljenika, a drugi put dolazi tri tjedna prije pada Vukovara kao novinar argentinskog lista El Cronista i Radio America. U Argentinu se vraća u veljači 1992. godine, gdje je diplomirao politologiju i međunarodne odnose na Katoličkom sveučilištu u Buenos Airesu, te kasnije i novinarstvo.

### Političko djelovanje
Stier se u Hrvatsku ponovno vratio 1996. godine na poziv Ministarstva vanjskih poslova, nakon čega je radio u hrvatskim veleposlanstvima u Washingtonu i Bruxellesu, a do 2009. godine bio je savjetnik predsjednika vlade Ive Sanadera za vanjsku politiku.
Na parlamentarnim izborima 2011. izabran je za zastupnika u Hrvatskom Saboru te je postao članom Odbora za međuparlamentarnu suradnju i Odbora za europske integracije, a imenovan je potpredsjednikom Odbora za vanjsku politiku. Ujedno je imenovan i članom Izaslanstva Hrvatskog sabora u Parlamentarnoj skupštini NATO-a i Izaslanstva Hrvatskog sabora u Zajedničkom parlamentarnom odboru RH-EU.
Bio je jedan od bližih suradnika premjerke Jadranke Kosor te njen savjetnik i izaslanik za euroatlansku suradnju. U vrijeme slovensko-hrvatskog diplomatskog zahlađenja, Stier je bio glavni sudionik tihe diplomacije i posrednik između Kosor i slovenskog premijera Boruta Pahora. U vrijeme stranačkih izbora u svibnju 2012., Stier je podržao Tomislava Karamarka, međutim, bio je protiv stegovnog postupka protiv Jadranke Kosor u veljači 2013. godine, nakon što je stranka odlučila sankcionirati je zbog njenih istupa u medijima.
U travnju 2013. godine Stier je izabran za hrvatskog zastupnika u Europskom parlamentu s 5.75% osvojenih glasova.
U rujnu 2012. Stier je zatražio od Hrvatske vlade da odustane od ratifikacije govora o državnoj granici između Hrvatske i Bosne i Hercegovine, tvrdeći da bi time Hrvatska pristala na politiku ucjene i ulazak u Europsku uniju vezala uz granična pitanja. Optužio je bosanskohercegovačkog ministra prometa Damira Hadžića za ucjenu Hrvatske vlade jer je izjavio da Bosna i Hercegovina neće dopustiti izgradnju Pelješkog mosta ako se ne ratificira granični sporazum. U travnju 2013. Stier je rekao da će uvjet za Bosnu i Hercegovinu da uđe u Europsku uniju biti institucionalna ravnopravnost Hrvata u Bosni i Hercegovini. Dva mjeseca kasnije, u lipnju, Stier je izjavio da se "Hrvatska mora snažno zauzeti da se riješi pitanje konstitutivnosti hrvatskog naroda u BiH ne samo na papiru nego i u praksi." Ocijenio je da je Federacija Bosne i Hercegovine "de facto bošnjački entitet", te najavio mogućnost da se Bosna i Hercegovina uredi po belgijskom uzoru. Također je naveo da će Hrvatska iskoristiti ulazak u Europsku uniju za rješavanje hrvatskog pitanja u Bosni i Hercegovini.

### Zastupnik u Europskom parlamentu
Na prvim izborima za Europski parlament u Hrvatskoj održanim u travnju 2013. godine, Stier je dobio 14 005 glasova na listi HDZ-ove koalicije koju su činili još HSP AS i BUZ. Zahvaljujući tom rezultatu postao je jedan od prvih hrvatskih zastupnika u Europskom parlamentu.
Na sjednici Odbora za vanjsku politiku Europskog parlamenta u srpnju 2013. godine, Stier je zatražio da Europska unija snažnije podrži pravo hrvatskog naroda u BiH na jednakopravnost s ostalim konstitutivnim narodima te tako internacionalizirao "hrvatsko pitanje" u BiH. U intervjuu za Večernji list u istome mjesecu, Stier je izjavio da su Hrvati u BiH nezaobilazan i odlučujući čimbenik u europeizaciji Bosne i Hercegovine te je rekao da je uloga Europske unije u Bosni i Hercegovini presudna, a da je suradnja s Rusijom i Turskom dobrodošla.
Na drugim izborima za Europski parlament u Hrvatskoj održanim u svibnju 2014. godine, Stier je ponovno osvojio mandat s 26 432 glasa kao kandidat na listi HDZ-ove koalicije koju su činili HSS, HSP AS, BUZ, ZDS i HDS.
Oženjen je i otac troje djece.

## Djela
Stier je 2015. godine objavio knjigu Nova hrvatska paradigma: ogled o društvenoj integraciji i razvoju. Zatim je 2023. objavio knjigu "Izlaz iz periferije: ogled o Hrvatskoj u novom međunarodnom poretku". 

## Vanjske poveznice
Ostali projekti
Mrežna mjesta
- Stier.hr  Arhivirana inačica izvorne stranice od 22. veljače 2014. (Wayback Machine), službene mrežne stranice Davora Ive Stiera, zastupnika u Europskom parlamentu
- Davor Ivo Stier, zastupnici 7. saziva Hrvatskoga sabora, www.sabor.hr
- Aktivnost u Europskom parlamentu  Arhivirana inačica izvorne stranice od 29. listopada 2013. (Wayback Machine)